# Chrysichthys aluuensis
Chrysichthys aluuensis és una espècie de peix de la família dels claroteids i de l'ordre dels siluriformes.

## Morfologia
Els mascles poden assolir els 9,1 cm de llargària total.

## Distribució geogràfica
Es troba a Àfrica: Nigèria i Camerun.